# Magic Software Enterprises
Magic Software Enterprises (NASDAQ: MGIC) ist ein internationaler Anbieter von Software Plattformen für Enterprise Mobility, Cloud Applikationen und Business Integration. Die Unternehmenszentrale befindet sich in Or Yehuda, Israel, in Deutschland ist die Niederlassung in Ismaning bei München.
Hauptprodukte sind die Entwicklungs- und Applikationsplattform Magic xpa sowie die Integrationsplattform Magic xpi. Magic Software war das erste Unternehmen, das sowohl an der NASDAQ als auch an der Tel Aviv Stock Exchange (TASE) gelistet wurde.

## Geschichte
Magic Software Enterprises wurde 1983 von David Assia und Yaki Dunietz als spin-off von Mashov Computers, einem börsennotierten, israelischen Unternehmen, welches Geschäftslösungen für Microcomputer bereitstellte, gegründet. Die neue Firma wurde ursprünglich Mashov Software Export (MSE) genannt und entwickelte Software für den globalen Markt, insbesondere einen application generator mit Namen Magic.
Die große Innovation von Mashov war ein metadatengetriebener Ansatz der Programmierung, welcher weder Kompilierung noch Verknüpfung benötigte und ebenso momentanes Debugging erlaubte. In den Achtzigern wuchs das Unternehmen durch die Verkäufe für die DOS und UNIX Plattformen. Das Produkt wurde von vielen großen Unternehmen wie zum Beispiel der Israel Defense Forces genutzt.
1991 änderte das Unternehmen seinen Namen in Magic Software Enterprises (Beibehaltung der Abkürzung: MSE) und wurde das erste israelische Softwareunternehmen am NASDAQ. In dieser Zeit entwickelte das Unternehmen eine enge Verbindung mit IBM; Schwerpunkt hier waren die AS/400 Systeme. Mitte 1995 wurde die erste Version von Magic für Windows herausgebracht.
1998 wurde das Unternehmen von the Formula Group, geführt von Dan Goldstein, übernommen. In den folgenden Jahren erlebte das Unternehmen schnelles Wachstum bei Umsatz und Gewinn, und bei einem zweiten Aktienangebot im Februar 2000 erhöhte es um über $ 100 Millionen und wurde bei einer Unternehmensbewertung von $ 1 Milliarde gehandelt.
2001 veröffentlichte Magic eDeveloper, ein grafisches, regelbasiertes und ereignisgesteuertes Framework, das eine vorkompilierte Datenbank-Engine für Business Aufgaben und eine Vielzahl von generischen Servicelaufzeiten und Funktionen anbot.
Im Oktober 2003 veröffentlichte Magic iBOLT, eine Integrationsplattform, und im Juli 2008 wurde die erste Version von uniPaaS, die Applikationsplattform, die eDeveloper ersetzte, veröffentlicht.
2011 veröffentlichte Magic eine .NET-Version von uniPaaS und startete ein neues Angebot für Enterprise Mobility.
Im Mai 2012 startete Magic ein großes, unternehmensweites rebranding, das ein neues Logo, einen neuen Slogan und eine überarbeitete Website beinhaltete. uniPaaS wurde in Magic xpa Applikationsplattform und iBOLT in Magic xpi Integrationsplattform umbenannt.
Im November 2017 stellt Magic mit Magic xpc eine neue iPaaS-Lösung für Cloud-Integrationen vor.
Die Kunden von Magic sind unter anderem adidas Canada, BNP Paris Real Estate, CBS Outdoor, Club Med, Finanz Informatik, Honda Europe, Merill Lynch, Mitsubishi und Paprec.
Das Unternehmen bietet strategische Beratung, Trainings und Coaching, Projektmanagement, Anwendungsentwicklung und -bereitstellung, Migrationsdienste, Geschäftsprozessmanagement und -integration, Outsourcing und Managed Services und Kundenbetreuung.

## Globale Präsenz und Allianzen
Magic hat eine Präsenz in mehr als 50 Ländern mit Hauptsitz und R&D-Einrichtung in Or Yehuda, Israel und 14 regionalen Büros in den USA, Japan, Indien, Deutschland, Frankreich, den Niederlanden, Großbritannien, Ungarn, Südafrika und Israel. Das Unternehmen arbeitet unter anderem mit der pdv-software GmbH zusammen.